# Telmo Ramos Arruda
Telmo Ramos Arruda (Lages, 21 de março de 1926) é um advogado, autor e político brasileiro.

## Vida
Filho de Alfeu José de Oliveira Ramos e de Celina Arruda Ramos. Casou com Luiza Arruda Ramos e tiveram filhos.

## Carreira
Bacharelou-se em direito pela Universidade Federal de Santa Catarina.
Foi deputado à Assembleia Legislativa de Santa Catarina na 7ª legislatura (1971 — 1975), eleito pela Aliança Renovadora Nacional (ARENA) e vereador em Lages entre os anos de 1962 e 1966.
Como autor publicou a autobiografia Caminhos da minha vida – A trajetória de um lageano, no qual resgata sua infância e juventude, ao mesmo tempo em que traduz e sugere muitas das características do homem serrano com suas lidas, seus esforços em busca do conhecimento, seu estilo de vida, suas realizações naqueles idos tempos da pequena e bucólica cidade serrana.
Associado-fundador do Escritório Ramos Arruda e Carvalho Advocacia, localizado no município de Palhoça.